# Comune di Nørre Alslev
Il comune di Nørre Alslev, fino al 1º gennaio 2007 è stato un comune danese situato nella contea dello Storstrøm, il comune aveva una popolazione di 9 618 abitanti (2006) e una superficie di 181 km². Capoluogo era la cittadina omonima.
Dal 1º gennaio 2007, con l'entrata in vigore della riforma amministrativa, il comune è stato soppresso e accorpato ai comuni di Nykøbing Falster, Nysted, Sakskøbing, Stubbekøbing e Sydfalster per dare luogo al neo-costituito comune di Guldborgsund compreso nella regione della Selandia (Sjælland).